# کیجی سوزوکی
کیجی سوزوکی (انگلیسی: Keiji Suzuki؛ زادهٔ ۳ ژوئن ۱۹۸۰) جودوکار اهل ژاپن است.
وی در مسابقات کشوری و بین‌المللی در مجموع برندهٔ ۵ مدال طلا، ۲ مدال نقره، ۲ مدال برنز شده‌است.